# Willie Furphy
William Furphy (sinh ngày 7 tháng 5 năm 1966) là một cầu thủ bóng đá người Anh. Mặc dù sinh ra ở London ông dành toàn bộ sự nghiệp chuyên nghiệp in Scotland - với Ayr United, Kilmarnock, Montrose, Dumbarton, Ross County, Stranraer và Elgin City. Sau khi giải nghệ, ông tiếp quản vị trí trợ lý huấn luyện viên tại Elgin City.